# Heffernia filipina
Heffernia filipina là một loài bọ cánh cứng trong họ Cerambycidae.